# Ivan Čupić
Ivan Čupić (ur. 27 marca 1986 w Metkoviciu) – chorwacki piłkarz ręczny, grający obecnie w drużynie Vardaru Skopje, gra na pozycji prawoskrzydłowego, brązowy medalista Igrzysk Olimpijskich 2012.
Jako członek reprezentacji Chorwacji w piłce ręcznej mężczyzn grał na Mistrzostwach Europy w Piłce Ręcznej Mężczyzn 2008.
24 lipca 2008 Čupić w wyniku wypadku stracił część palca serdecznego. Skacząc przez ogrodzenie swojego domu zahaczył obrączką o wystający drut. Uraz nie przeszkodził mu w kontynuowaniu kariery, jednak musiał zrezygnować z udziału w Letnich Igrzyskach Olimpijskich w Pekinie.
W 2009 roku wywalczył srebrny medal mistrzostw Świata rozgrywanych w Chorwacji. Na zakończenie turnieju został wybrany do Siódemki gwiazd jako najlepszy prawoskrzydłowy.
Dwukrotny wicemistrz Europy z 2008 roku w Norwegii i z 2010 roku z Austrii. Podczas ME w 2010 r. Chorwaci zostali pokonani w finale przez Francję 25:21.
Od lipca 2010 reprezentował barwy niemieckiego Rhein-Neckar Löwen. W niemieckim klubie występował do końca sezonu 2011/12. W marcu 2012 podpisał kontrakt z Vive Tauron Kielce, obowiązujący od lipca 2012. W sezonie 2012/2013 wraz z kieleckim klubem zdobył mistrzostwo i puchar kraju oraz zajął trzecie miejsce w Lidze Mistrzów. Łącznie w 36 meczach rzucił 231 bramek.

## Życie prywatne
Ma żonę Nerę i dwójkę dzieci Barbarę oraz Ivę. Niedawno urodziła mu się kolejna córka.

## Sukcesy i wyróżnienia
Reprezentacyjne
- Mistrzostwa Europy:
  -  2004 (kadetów), 2008, 2010
  -  2012
- Mistrzostwa Świata:
  -  2005 (kadetów), 2013
  -  2009
- Igrzyska Olimpijskie:
  -  2012

Klubowe
- Mistrzostwa Chorwacji:
  -  2006, 2007
- Puchar Chorwacji:
  -  2006, 2007
- Mistrzostwa Polski:
  -  2013, 2014, 2015, 2016
- Puchar Polski:
  -  2013, 2014, 2015, 2016
- Liga Mistrzów:
  -  2013, 2015
  -  2016, 2017

Nagrody indywidualne
- Najlepszy prawoskrzydłowy Mistrzostw Świata 2009
- Najlepszy prawoskrzydłowy Igrzysk Olimpijskich 2012
- Najlepszy prawoskrzydłowy Ligi Mistrzów 2012/13

Wyróżnienia
- Najlepszy piłkarz ręczny roku w Chorwacji: 2012

## Odznaczenia
W 2017 odznaczony Medalem za Zasługi dla Republiki Macedonii.